# Navamorcuende
Navamorcuende es un municipio y localidad española de la provincia de Toledo, en la comunidad autónoma de Castilla-La Mancha. Ubicado en las comarcas de la Sierra de San Vicente y de las Tierras de Talavera, cuenta con una población de 599 habitantes (INE 2024).

## Toponimia
El topónimo Navamorcuende es un compuesto de Nava y el antropónimo Morcuende que a su vez es un compuesto de Mor y Cuende. Mor podría derivarse del árabe al-muruy, plural de al-mary 'el prado', mientras que Cuende parece ser un arcaísmo de 'conde', con lo que el topónimo significaría 'los prados del conde'. Joan Corominas apunta como posible etimología el origen celta de Nava con Markovindi, 'rabo del caballo blanco'.

## Geografía
Ubicación
El municipio se encuentra situado al norte «de la sierra del Piélago». Pertenece a la comarca de la Sierra de San Vicente y linda con los términos municipales de Gavilanes al norte en la provincia de Ávila y El Encinarejo, término segregado de Almendral de la Cañada, Buenaventura y Sartajada al norte, Almendral de la Cañada y El Real de San Vicente al este, Hinojosa de San Vicente, Marrupe, Sotillo de las Palomas y Cervera de los Montes al sur y Montesclaros al oeste, en la de Toledo. En el municipio se encuentra el Melojar de la Sierra de San Vicente.
La localidad está situada a una altitud de 770 m sobre el nivel del mar. Al norte discurre el Tiétar y al sur en dirección al oeste el Guadyerbas con un embalse del mismo nombre a unos 3 km al sureste de la población. También existen diferentes arroyos de menor importancia como los de las Manoteras o del Lugar, secos en la mayor parte del año. Sus puntos con mayor altitud sobre el nivel del mar se encuentran en los montes Cruces con 1366 m y La Mesa con 1131 m.
| Noroeste: Pedro Bernardo (Ávila), Gavilanes (Ávila) y Almendral de la Cañada | Norte: Mijares (Ávila) y Sartajada                           | Noreste: Almendral de la Cañada  |
| Oeste: Arenas de San Pedro (Ávila) y Buenaventura                            |                                                              | Este: El Real de San Vicente     |
| Suroeste: Montesclaros                                                       | Sur: Marrupe, Sotillo de las Palomas y Cervera de los Montes | Sureste: Hinojosa de San Vicente |

## Historia

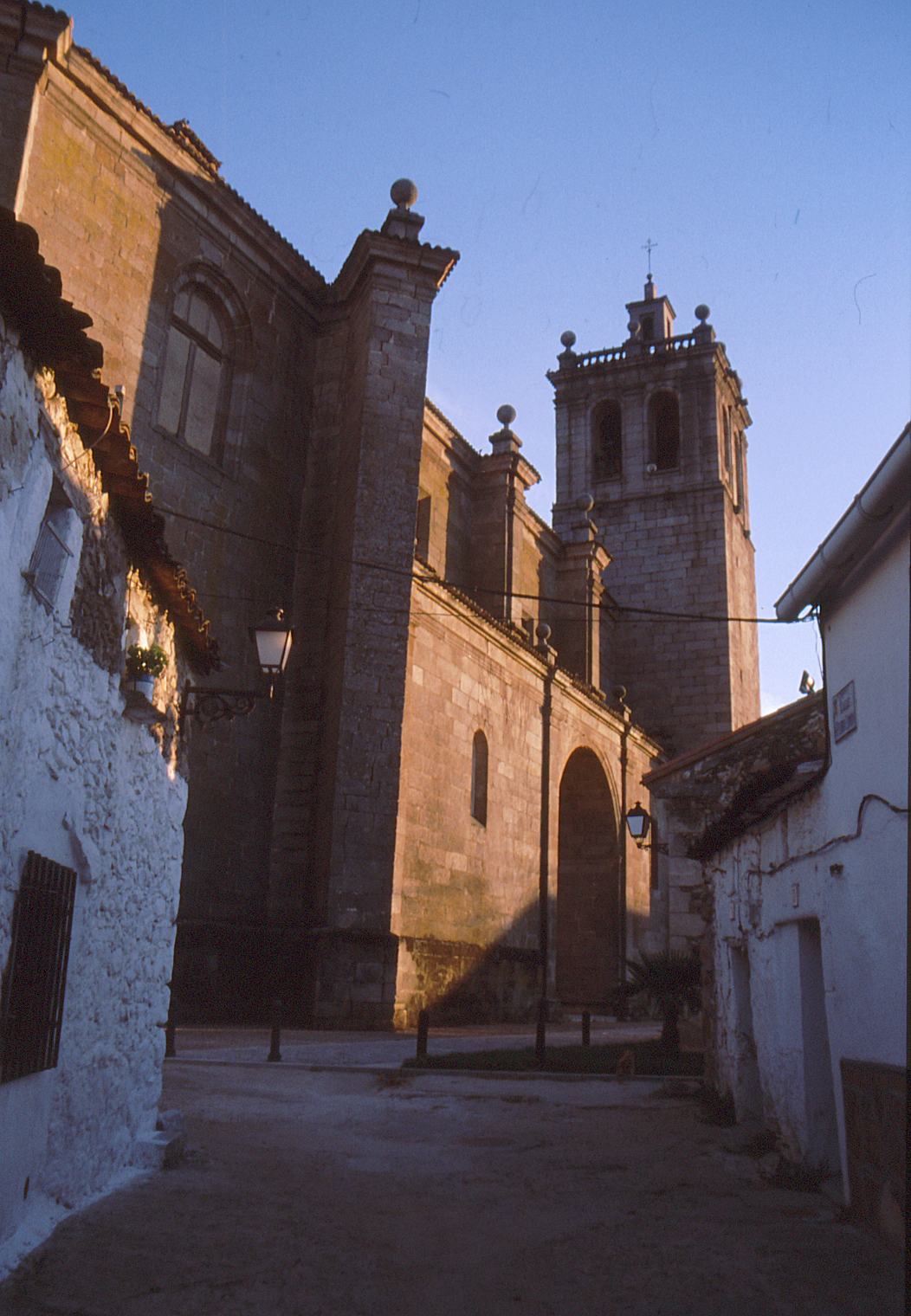
Parte trasera de iglesia de Nuestra Señora de la Nava en Navamorcuende

El señorío de Navamorcuende tendría su origen en 1276 cuando el concejo de Ávila donó los cotos de Navamorcuende y Cardiel a Blasco Ximénez y sus herederos por el «servicio que nos feciste señaladamente en la yda que fuiste al Rey para nos el concejo cuando era en Belcayre», para que «lo podades poblar de quienquier e a qualquier fuero que vos querades» indicándose «... el heredamiento que avedes en Navamarquende...».
Según Jiménez de Gregorio el nombre ya aparece en el siglo XI como Dehesa de Navamorcuende. A la muerte de Ximénez en 1294, se establecieron sendos mayorazgos en favor de sus dos hijos mayores. El primogénito, Fernán Blázquez, recibió Navamorcuende y el segundogénito, Gil Blázquez, Cardiel junto con el Castillo de Bayuela, especificándose que «este heredamiento que lo aya assi como me lo dio el concejo de Avila e me lo otorgó e me lo confirmó mio señor el Rey con aquellas libertades e con aquellas franquezas que dicen en las cartas e en los previllegios que yo ende tengo assi como yo lo ove fasta qui.»
Perteneció al señorío de los Dávila, después marqueses de Navamorcuende por voluntad de Felipe IV. Aún existe en el casco urbano las ruinas de un palacio junto a una huerta que fue ocupado por el Marqués de Navamorcuende, título otorgado en 1674.
En el siglo XIX era cabeza del Estado de Navamorcuende con el título de marquesado que fue incorporado a la casa de Abrantes y se componía de las villas de Almendral, Buenaventura, Cardiel de los Montes, Sartajada, Sotillo de las Palomas y San Román de los Montes. Navamorcuende perteneció a la provincia de Ávila y a la región de Castilla la Vieja hasta que en 1833 fue incluida en la provincia de Toledo. A mediados del siglo XIX tenía 430 casas y el presupuesto municipal ascendía a 32 856 reales de los cuales 3300 eran para pagar al secretario.

## Demografía
Cuenta con una población de 599 habitantes (INE 2024).
| Gráfica de evolución demográfica de Navamorcuende entre 1842 y 2021                                                   |
| |
| Población de derecho según los censos de población del INE. Población de hecho según los censos de población del INE. |

El mantenimiento de la población alrededor de los 2000 habitantes durante la primera mitad del siglo XX se transformó en un rápido descenso en la segunda mitad. En la siguiente tabla, donde se muestra la evolución del número de habitantes entre 1996 y 2006 según datos del INE, se sigue apreciando una rápida disminución.
| 765           | 735 | 726 | 741 | 735 | 724 | 717 | 708 | 703 | 708 | 676 |
| (Fuente: INE) |     |     |     |     |     |     |     |     |     |     |

NOTA: Las cifras de 1996 están referidas a 1 de mayo y las demás a 1 de enero.

## Economía
Históricamente ha sido una población fundamentalmente agrícola. Durante el siglo XIX se producía «toda clase de cereales, de hortalizas, aceite, vino, lino, seda y frutas», manteniéndose así mismo ganado lanar, cabrío, vacuno y porcino. En cuanto a la industria se encontraban una fábrica de hilar seda, otra de jabón, dos molinos de aceite y seis de harina.
En la actualidad el sector predominante es el de servicios con un 46,4 % del total de empresas, seguido por los de la agricultura y la construcción, con un 25 % cada uno.

## Símbolos
La representación heráldica del escudo municipal fue aprobada oficialmente el 26 de febrero de 1986 con el siguiente blasón:

De azur, seis roeles de oro, puestos en palo, tres y tres; al timbre, Corona Real cerrada.
Diario Oficial de Castilla-La Mancha nº 9 de 4 de marzo de 1986

## Administración
| Periodo   | Nombre                             | Partido       |
| --------- | ---------------------------------- | ------------- |
| 1979-1983 | Vicente Lázaro Lázaro              | UCD           |
| 1983-1987 | Vicente Lázaro Lázaro              | Independiente |
| 1987-1991 | Victoriano Blázquez Muñoz          | PSOE          |
| 1991-1995 | Victoriano Blázquez Muñoz          | PSOE          |
| 1995-1999 | Victoriano Blázquez Muñoz          | PSOE          |
| 1999-2003 | Adelia Teresa Hernández García     | PP            |
| 2003-2007 | Adelia Teresa Hernández García     | PP            |
| 2007-2011 | Victoriano Blázquez Muñoz          | PSOE          |
| 2011-2015 | Luis Mariano Valdés-Padrón Sánchez | URI-PCAS      |
| 2015-2019 | Luis Mariano Valdés-Padrón Sánchez | URI-PCAS      |
| 2019-2023 | Luis Mariano Valdés-Padrón Sánchez | PP            |

## Patrimonio
- Iglesia parroquial de Nuestra Señora de la Nava. Edificio de una sola nave con ábside poligonal levantado en el siglo XVI. Está declarada como bien de interés cultural.
- Ermita del Santo Cristo de los Remedios. Edificada en el siglo XVIII, con nave rectangular.
- Rollo de justicia.

## Fiestas
- 8 de septiembre: Santa María de la Nava.